# Carl Hochstöger
Carl Hochstöger (* 7. Oktober 1930 in Landeck; † 3. September 2003 ebenda) war ein österreichischer Apothekerfunktionär sowie Präsident der Tiroler Apothekerkammer.

## Biografie
Hochtöger absolvierte seine Schulzeit an der Volksschule und dem Realgymnasiums Landeck, Matura 1949. Sein Studium der Pharmazie beendete er am 12. März 1955 an der Universität Innsbruck mit der Sponsion zum Mag. pharm. Während des Studiums schloss er sich dem Corps Gothia Innsbruck an. 
Die Aspirantenzeit verbrachte er in der Apotheke seines Vaters Karl Hochstöger in Landeck. Im Anschluss ging er nach Wien und London.
1970 trat er als Kommanditist in die Kommanditgesellschaft der väterlichen Apotheke ein. Die Apotheke in Landeck übernahm er schließlich ganz von seinem Vater am 24. März 1971, wodurch diese in dritter Generation geführt wurde.
Verheiratet war Hochstöger mit Christiana Buchroithner, mit welcher er zwei Kinder bekam. Einer war der spätere Präsident der Tiroler Apothekerkammer Martin Hochstöger.
1986 wurde er zum Delegierten der Österreichischen Apothekerkammer sowie in den österreichischen Apothekerverband und in der Pharmazeutischen Gehaltskasse gewählt. 1987 erfolgte seine Wahl zum Präsidenten des Apotheker-Clubs Tirol. 1992 wurde er als erster Nicht-Innsbrucker Präsident der Apothekerkammer Tirols. 1997 folgte die Wiederwahl zum Apothekenkammerpräsidenten. 
Hochstöger widmete sich neben seinem Beruf zudem der Politik. 1976 bis 1986 war er Gemeinde- bzw. Stadtrat von Landeck und bei der Nationalratswahl 1971 kandidierte er im Landeswahlkreis Tirol (Kreiswahlvorschlag) für die FPÖ auf Platz 14. Von 1971 bis 1991 war Hochstöger zudem Obmann des Tourismusverbandes sowie über Jahrzehnte Obmann verschiedener gemeinnütziger Vereine. 
Für seine gemeinnützige Arbeit erhielt Hochstöger eine Vielzahl von Auszeichnungen, wie zuletzt das Goldene Ehrenzeichen für Verdienste um die Republik Österreich. Ihm zu Ehren besteht des Weiteren die Carl Hochstöger Gedächtnisstiftung.

## Auszeichnungen
- 1986: Berufstitel Kommerzialrat
- 1989: Ehrenmedaille der Österreichischen Apothekerkammer
- 1990: Ehrenzeichen der Stadt Landeck
- 2000: Sportehrenzeichen der Stadt Landeck
- 2000: Verdienstkreuz des Landes Tirol
- 2001: Goldenes Ehrenzeichen für Verdienste um die Republik Österreich